# Abberode
Abberode er en kommune i landkreis Mansfeld-Südharz i den tyske delstat Sachsen-Anhalt. Den er en del af Verwaltungsgemeinschaft Wipper-Eine.

## Geografi
Abberode ligger i 320 meters højde i Harzen, begrænset mod nord af dalen til floden Wiebeck og mod syd af Einedalen.

### Landsbyer
- Abberode
- Steinbrücken
- Tilkerode